# Conejos (Colorado)
Conejos es un lugar designado por el censo ubicado en el condado de Conejos en el estado estadounidense de Colorado. En el Censo de 2010 tenía una población de 58 habitantes y una densidad poblacional de 46,27 personas por km².

## Geografía
Conejos se encuentra ubicado en las coordenadas 37°5′14″N 106°0′58″O / 37.08722, -106.01611. Según la Oficina del Censo de los Estados Unidos, Conejos tiene una superficie total de 1.25 km², de la cual 1.25 km² corresponden a tierra firme y (0%) 0 km² es agua.

## Demografía
Según el censo de 2010, había 58 personas residiendo en Conejos. La densidad de población era de 46,27 hab./km². De los 58 habitantes, Conejos estaba compuesto por el 62.07% blancos, el 0% eran afroamericanos, el 0% eran amerindios, el 0% eran asiáticos, el 0% eran isleños del Pacífico, el 37.93% eran de otras razas y el 0% pertenecían a dos o más razas. Del total de la población el 82.76% eran hispanos o latinos de cualquier raza.